# Jordan Lukaku
Jordan Zacharie Lukaku Menama Mokelenge, född 25 juli 1994, är en belgisk fotbollsspelare (vänsterback). Han är yngre bror till Romelu Lukaku.

## Klubbkarriär
Den 5 oktober 2020 lånades Lukaku ut av Lazio till Royal Antwerp på ett låneavtal över säsongen 2020/2021. I januari 2022 lånades han ut till Serie B-klubben Vicenza på ett låneavtal över resten av säsongen.
Den 26 augusti 2022 värvades Lukaku av spanska Segunda División-klubben Ponferradina. Den 1 februari 2023 meddelade Ponferradina att han lämnade klubben.

## Landslagskarriär
Lukaku debuterade för Belgiens landslag den 10 oktober 2015 i en 4–1-vinst över Andorra. Han var med i Belgiens trupp vid fotbolls-EM 2016.